# 川崎天然ガス発電
川崎天然ガス発電株式会社（かわさきてんねんガスはつでん）は、天然ガス火力発電所を企画・運営する企業である。
日本では1995年以降、電力事業に関する規制緩和（電力自由化）が進められていたなか、2001年11月に日石三菱（後の新日本石油を経て現在のENEOS）とニジオ（東京ガスの連結子会社）の共同出資で設立された。おもな供給先、電力については特定規模電気事業者（PPS）となっている。

## 発電所
火力発電所
発電所名称：川崎天然ガス発電所
所在地：神奈川県川崎市川崎区扇町12-1（ENEOS川崎事業所構内）

## 発電所の概要
2008年4月に1号機が運転を開始、2号機までが建設された。
LNGを用いた高効率コンバインドサイクル発電設備により熱効率57.65%（低位発熱量基準）を達成する省エネルギーな火力発電所となっている。
建設工事は三菱重工業が施工し、ガスタービン、蒸気タービン、排熱回収ボイラ、プラント設備を建設、三菱電機が発電機及び電気品を設置し、三菱重工業が発電設備の保守を受け持っている。
2016年4月より電力の小売りが全面的に自由化されることを受け3、4号機（各65万kＷ、計130万kW）の増設が決定、2016年10月現在、建設に向けた環境アセスメントが進められていた。
しかし、2017年7月14日に事業化の中止が決まった。

## 発電設備
- 総出力：84.74万kW[4]
- 使用燃料：LNG

1号機
発電方式：1,400℃級コンバインドサイクル発電方式
定格出力：42.37万kW
　　ガスタービン × 1軸
　　蒸気タービン × 1軸
熱効率：57.65%（低位発熱量基準）
営業運転開始：2008年4月1日
2号機
発電方式：1,400℃級コンバインドサイクル発電方式
定格出力：42.37万kW
　　ガスタービン × 1軸
　　蒸気タービン × 1軸
熱効率：57.65%（低位発熱量基準）
営業運転開始：2008年10月1日

## 沿革
- 2001年11月30日 - 日石三菱（現・ENEOS）とニジオ（東京ガスの連結子会社）の共同出資で、川崎天然ガス発電株式会社設立（代表取締役社長 河野文彦）。
- 2002年5月16日 - 環境影響評価方法書を届出。
- 2006年2月1日 - 着工。
- 2008年
  - 4月1日 - 1号機運転開始（423,700kW）。
  - 10月1日 - 2号機運転開始（423,700kW）。